# Phanerotoma aviculus
Phanerotoma aviculus är en stekelart som beskrevs av Henri Saussure 1892. Phanerotoma aviculus ingår i släktet Phanerotoma och familjen bracksteklar. Inga underarter finns listade i Catalogue of Life.